# Couepia macrophylla
Couepia macrophylla är en tvåhjärtbladig växtart som beskrevs av Joseph Dalton Hooker och Richard Spruce. Couepia macrophylla ingår i släktet Couepia och familjen Chrysobalanaceae. Inga underarter finns listade i Catalogue of Life.